# Celestiusz
Celestiusz (IV/V wiek) – prawnik rzymski i uczeń Pelagiusza, propagator jego doktryny. Po upadku Rzymu udał się do Kartaginy, gdzie w 411 roku zadenuncjował go Paulin z Mediolanu. Około 416 roku przebywał w Efezie (był tam członkiem kolegium diakonów). Potępiony przez Innocentego I, zrehabilitowany przez Zozyma, potem znowu potępiony przez Zozyma podczas wielkiego synodu afrykańskiego w 418 roku w Kartaginie. W latach 423-424 próbowano bez powodzenia ponownie zrehabilitować Celestiusza.